# Maysa Jbarah
Maysa Jbarah (en arabe : ميساء جبارة), née le 20 septembre 1989 au Koweït, est une footballeuse internationale jordanienne évoluant au poste d'attaquante à Al-Nassr.

## Biographie

### Carrière en club
Maysa Jbarah commence à jouer au football durant les années 2000 au Amman Club dans la capitale jordanienne. Elle évolue ensuite trois saisons au Liban puis une aux Émirats arabes unis à Abou Dabi.
Elle rejoint la France en 2018 et joue d'abord au Grenoble Foot 38 avant de rejoindre l'année suivante Thonon Évian Grand Genève FC.
Elle remporte avec l'Amman Club le Championnat féminin des clubs de l'AFC 2021. Elle évolue ensuite en Turquie au Fomget.
En 2023, elle rejoint Al-Nassr en Arabie saoudite, avec qui elle remporte deux fois le championnat. Elle signe ensuite à Neom en deuxième division saoudienne.

### Carrière internationale
Maysa Jbarah est appelée en équipe nationale jordanienne pour la première fois en 2005 contre le Bahrein. Elle marque le premier but de l'histoire de la Jordanie aux Jeux asiatiques lors de l'édition 2010 et la défaite 10-1 face à la Chine. Elle marque également le premier but de son pays en Coupe d'Asie lors de l'édition 2014 et la défaite 3-1 face au Vietnam.
Elle compte au total environ 120 sélections avec la sélection de Jordanie et en est la meilleure buteuse avec 80 buts marqués.
Elle remporte la Coupe arabe féminine de football 2021, inscrivant le but décisif en finale contre la Tunisie.

## Statistiques
| Saison                | Club                  | Championnat           | Championnat | Championnat | Coupe(s) nationale(s) | Coupe(s) nationale(s) | Total | Total |
| Saison                | Club                  | Division              | M.          | B.          | M.                    | B.                    | M.    | B.    |
| 2018-2019             | Grenoble Foot 38      | Division 2            | 10          | 4           | 1                     | 0                     | 11    | 4     |
| Sous-total            | Sous-total            | Sous-total            | 10          | 4           | 1                     | 0                     | 11    | 4     |
| 2019-2020             | Thonon Évian GGFC     | Division 2            | 13          | 5           | 3                     | 2                     | 16    | 7     |
| Sous-total            | Sous-total            | Sous-total            | 13          | 5           | 3                     | 2                     | 16    | 7     |
| Total sur la carrière | Total sur la carrière | Total sur la carrière | 23          | 9           | 4                     | 2                     | 27    | 11    |